# ماكسين ساندرز
ماكسين ساندرز (بالإنجليزية: Maxine Sanders)‏ هي قسيسة بريطانية، ولدت في 30 ديسمبر 1946 في تشيشير في المملكة المتحدة. تعد ماكسين شخصية رئيسية في تطور الشعوذة الوثنية الحديثة والويكا، وجنبا إلى جنب مع زوجها ألكس ساندرس، تعد المؤسسة لتقليد الويكا الإسكندرية.